# Satellite of Love
Satellite of Love è un brano musicale scritto dall'artista statunitense Lou Reed e pubblicato negli Stati Uniti come 45 giri nel maggio 1973.
Settima traccia e terzo singolo estratto dall'album Transformer, è uno dei brani più conosciuti del repertorio da solista di Lou Reed, anche se all'epoca non riscosse molto successo e solo in seguito è diventato un classico dal vivo e nelle raccolte di greatest hits.
Due mesi prima dell'uscita del singolo, Satellite of Love era stato il lato B di Vicious, pubblicato su 45 giri nel Regno Unito.

## Tracce
1. Satellite of Love (Lou Reed) - 2:53
2. Walk and Talk It (Lou Reed) - 3:24

## Formazione
- Lou Reed - voce, chitarra
- Klaus Voorman - basso
- Mick Ronson - pianoforte, flauto dolce
- John Halsey - batteria
- Trevor Bolder - tromba
- Herbie Flowers - tuba
- David Bowie - cori
- Thunderthighs - cori

## Il brano
Lou Reed scrisse Satellite of Love nel 1970, quando ancora militava nei Velvet Underground. Il musicista Doug Yule, che nel 1968 prese il posto di John Cale nella band, in un'intervista del 2005 ricordava che Reed gli parlò della canzone nell'estate del 1970 durante un viaggio in limousine con il manager Steve Sesnick: «Steve era lì che continuava a ripetere che avevamo bisogno di airplay, e Lou disse "Ho questa canzone, Satellite of Love" e ricordò il satellite che avevano appena lanciato, una cosa di cui parlavano molto sui giornali all'epoca perché c'era la corsa allo spazio, e Steve disse "Sì, sì che lo faremo!»
I Velvet Underground registrarono un demo di lì a breve, durante le sessioni di Loaded, ma il brano venne escluso dall'album ed è tornato alla luce nel box set Peel Slowly and See del 1995 e nella riedizione di Loaded del 1997.
Il brano descrive le riflessioni di un uomo che osserva il lancio di un satellite in televisione e della sensazione che nel contempo prova, come ha spiegato Lou Reed, come del "peggior tipo di gelosia" verso la sua ragazza infedele.
Nel demo del 1970, i nomi "Harry, Mark, and John" erano sostituiti da "Winkin, Blinkin, and Nod", personaggi dell'omonima poesia scritta nel 1889 dall'americano Eugene Field conosciuta anche come Dutch Lullaby. Durante un'intervista Lou Reed ha affermato: «Gesù, meglio lasciar perdere. Ovviamente non volevo usare nomi reali. Probabilmente volevo essere sicuro che non stavo usando un nome che significava realmente qualcosa per me».
Alla registrazione del singolo contribuì ai cori anche David Bowie, co-produttore e autore dell'arrangiamento insieme a Mick Ronson. A tale proposito Reed ha detto dell'artista britannico: «Ha un senso melodico che è ben al di sopra di chiunque altro nel rock & roll. La maggior parte delle persone non avrebbero potuto cantare alcune delle sue melodie. Riesce a raggiungere delle note davvero alte. Prendete Satellite of Love del mio album Transformer. C'è una parte proprio alla fine dove la sua voce riesce a spingersi al massimo. È favoloso».

## Pubblicazioni successive
Satellite of Love è stata pubblicata di nuovo negli Stati Uniti il 17 aprile 2010, stavolta con Vicious come lato B.
Il brano si trova in numerose raccolte di greatest hits e in alcuni album live:
- Lou Reed Live (1975)
- Walk on the Wild Side: The Best of Lou Reed (1977)
- Live: Take No Prisoners (1978)
- Live in Italy (1984)
- City Lights (1985)
- Retro (1989)
- Between Thought and Expression: The Lou Reed Anthology (1992, box set)
- The Best of Lou Reed & Velvet Underground (1995)
- Different Times: Lou Reed in the '70s (1996)
- Live in Concert (1996, riedizione di Live in Italy)
- The Very Best of Lou Reed (2000)
- American Poet (2001)
- Legendary Lou Reed (2002)
- NYC Man (The Ultimate Collection 1967-2003) (2003)
- NYC Man: Greatest Hits (2004)
- Playlist: The Very Best of Lou Reed (2008)
- The Essential Lou Reed (2011)

Versioni dal vivo si trovano anche nei video album:
- A Night with Lou Reed (1991), The Bottom Line, New York, 1983
- Magic and Loss Live in Concert (1992), Bray Studios, Londra, 18 marzo 1992
- Lou Reed: Spanish Fly (2005), Benicasim International Festival, 7 agosto 2004

### Satellite of Love '04
Nel luglio 2004 è stata pubblicata una nuova versione intitolata Satellite of Love '04, in vari formati che includevano due differenti remix del brano originale effettuati da The Dab Hands (il trio Leo Elstob, Mark Wilkinson e Richard Searle), e da Groovefinder (alias Barry Barnett). Sono state anche realizzate due varianti del suo videoclip ufficiale, ovvero una parodia animata della corsa allo spazio.
Alcune versioni includevano inoltre un nuovo remix di Walk on the Wild Side effettuato da Alessio Bertallot e un video animato di Satellite of Love diretto da Sam Brady.
Il singolo ha raggiunto il 10º posto nella Official Singles Chart il 31 luglio 2004.

#### Tracce
- 12": NuLife Recordings - 82876 63647 1 (Europa)

1. Satellite of Love '04 (Dab Hands Retouch) (L. Reed) - 6:51
2. Satellite of Love '04 (Dab Hands Retouch Radio Edit) (L. Reed) - 3:04
3. Satellite of Love '04 (Groovefinder Remix) (L. Reed) - 8:00

- CD Single Enhanced: NuLife Recordings 82876 636472 (UK)

1. Satellite of Love '04 (Dab Hands Retouch Radio Edit) (L. Reed) - 3:05
2. Satellite of Love '04 (Dab Hands Retouch) (L. Reed) - 6:53
3. Satellite of Love '04 (Groovefinder Remix) (L. Reed) - 8:00
4. Satellite of Love '04 (Video) (L. Reed, S. Brady) - 3:04

- 12": RCA - 82876 62344 1 (Europa)

1. Satellite of Love '04 (Dab Hands Retouch Radio Edit) (L. Reed) - 3:02
2. Satellite of Love '04 (Dab Hands Retouch) (L. Reed) - 6:51
3. Walk on the Wild Side (Bertallot Radio Remix) (L. Reed) - 5:45
4. Walk on the Wild Side (Bertallot Remix) (L. Reed) - 6:19

- CD Maxi Single Enhanced: BMG Music - 82876 638432 (Europa)

1. Satellite of Love '04 (Dab Hands Retouch Edit) (L. Reed) - 3:04
2. Satellite of Love '04 (Dab Hands Retouch) (L. Reed) - 6:53
3. Walk on the Wild Side (Bertallot Radio Remix) (L. Reed) - 2:49
4. Walk on the Wild Side (Bertallot Remix) (L. Reed) - 6:23

- CD Maxi Single Enhanced: BMG Music - 82876 638432 (Australia)

1. Satellite of Love '04 (Dab Hands Retouch Radio Edit) (L. Reed) - 3:04
2. Satellite of Love '04 (Dab Hands Retouch) (L. Reed) - 6:53
3. Walk on the Wild Side (Bertallot Radio Remix) (L. Reed) - 2:49
4. Walk on the Wild Side (Bertallot Remix) (Wrapless Edit) (L. Reed) - 6:19
5. Satellite of Love '04 (Video) (L. Reed, S. Brady) - 3:04

## Cover

### Cover di Morrissey
Morrissey ha registrato Satellite Of Love dal vivo il 25 novembre 2011 alla Chelsea Ballroom del Cosmopolitan di Las Vegas. Il 2 dicembre 2013, pochi mesi dopo la morte di Lou Reed, la cover è stata distribuita in download digitale e il 28 gennaio 2014 in vinile, in versione 7" e 12".
Le varie versioni includevano altre tracce registrate a Londra il 4 luglio 2008 durante un'esibizione a Hyde Park, tra cui Vicar in a Tutu degli Smiths e la cover di You Say You Don't Love Me dei Buzzcocks.
Il singolo ha raggiunto il 1º posto nella classifica delle vendite della rivista statunitense Billboard il 15 febbraio 2014.

#### Tracce
- 7"

1. Satellite of Love (live) (L. Reed) - 3:46
2. You're Gonna Need Someone on Your Side (M.E. Nevin, Morrissey) - 3:37
3. You Say You Don't Love Me (live) (P. Shelley) - 3:04

- 12"

1. Satellite of Love (live) (L. Reed) - 3:53
2. You're Gonna Need Someone on Your Side (M.E. Nevin, Morrissey) - 3:37
3. Vicar in a Tutu (live) (J. Marr, Morrissey) - 2:47
4. All You Need Is Me (live) (J. Tobias, Morrissey) - 3:20

- Download digitale

1. Satellite of Love (live) (L. Reed) - 3:46
2. You're Gonna Need Someone on Your Side (M.E. Nevin, Morrissey) - 3:41
3. Mama Lay Softly on the Riverbed (live) (Morrissey, A. Whyte) - 4:09

#### Formazione
- Morrissey - voce
- Boz Boorer - chitarra
- Jesse Tobias - chitarra
- Solomon Walker - basso
- Matt Walker - batteria
- Gustavo Manzur - pianoforte, cori

### Altre cover
Tra gli altri artisti che hanno pubblicato una cover:
- gli Eurythmics in una cassetta promozionale uscita con la versione 12" di Right by Your Side del 1983
- gli U2 nella versione 12" di One del 1992
- i Betty Goes Green in Live for Life del 1993
- Martin Plaza in Andy's Chest del 1994
- i Porno for Pyros nella colonna sonora di Il rompiscatole del 1996
- Milla Jovovich con The Million Dollar Hotel Band nella colonna sonora di The Million Dollar Hotel del 2000
- Kenny Young And The Eggplants in The Search For Eggplantis del 2002
- Kowtow Popof in After Hours - A Tribute to the Music of Lou Reed del 2003
- The Ukulele Orchestra of Great Britain in Anarchy in the Ukulele - Live at the Barbican, London del 2005
- The Youngs in Hand Up, Head Down del 2007
- The Polyamorous Affair in Bolshevik Disco del 2009
- Dee Madden in Mimeograph: 1 - Songs I Sing to Myself When I Am Sad del 2009 (digital release)
- i Sinfonico Honolulu in Absolutely Live del 2011
- Meklit & Quinn nell'album eponimo del 2012
- Joseph Arthur come singolo nel 2014
- Storm Large in Le Bonheur del 2014
- Rob Snarski in Low Fidelity - Songs by Request Volume 1 del 2015

## Citazioni e omaggi
- La stazione spaziale Satellite of Love è l'ambientazione principale della serie tv statunitense Mystery Science Theater 3000.
- Il brano è citato in Rocket dei Def Leppard, traccia dell'album Hysteria del 1987.
- Il talk show radiofonico The Ron & Fez Show, trasmesso negli Stati Uniti dal 1998 al 2015, si chiudeva sempre con Satellite of Love.
- Satellite of Love si trova nella colonna sonora dei film Velvet Goldmine del 1998 e Adventureland del 2009. In questo caso, il personaggio interpretato da Ryan Reynolds afferma di essere stato un musicista in passato e di aver suonato con Lou Reed ma viene smentito ogni volta che dimostra la sua ignoranza sull'argomento, incluso quando cita la canzone come Shed a Light on Love.
- La canzone è presente nell'ultimo episodio della quarta stagione della serie tv statunitense Una mamma per amica, intitolato Prova generale. In particolare si può ascoltare nella scena in cui Rory perde la verginità con il suo ex-boyfriend Dean.